# Cabomba furcata
Cabomba furcata là một loài thực vật có hoa trong họ Cabombaceae. Loài này được Schult. & Schult.f. miêu tả khoa học đầu tiên năm 1830.